# Гордівецька сільська рада
Гордіве́цька сільська́ ра́да — адміністративно-територіальна одиниця та орган місцевого самоврядування в Хотинському районі Чернівецької області. Адміністративний центр — село Гордівці.

## Загальні відомості
- Населення ради: 450 осіб (станом на 2001 рік)

## Населені пункти
Сільській раді були підпорядковані населені пункти:
- с. Гордівці

## Склад ради
Рада складалася з 14 депутатів та голови.
- Голова ради: Садовнік Леонід Васильович
- Секретар ради: Вільховецька Лідія Іванівна

### Керівний склад попередніх скликань
| Прізвище, ім'я, по батькові | Основні відомості                                                 | Дата обрання | Дата звільнення |
| --------------------------- | ----------------------------------------------------------------- | ------------ | --------------- |
| Садовнік Леонід Васильович  | Сільський голова, 1967 року народження, освіта вища, безпартійний | 26.03.2006   | 31.10.2010      |
| Садовнік Леонід Васильович  | Сільський голова, 1967 року народження, освіта вища, безпартійний | 31.10.2010   |                 |

Примітка: таблиця складена за даними сайту Верховної Ради України

### Депутати
За результатами місцевих виборів 2010 року депутатами ради стали:

#### За суб'єктами висування
| Суб'єкт висування               | Кількість обраних депутатів | %    |
| ------------------------------- | --------------------------- | ---- |
| Партія регіонів                 | 8                           | 57,1 |
| Політична партія «Наша Україна» | 2                           | 14,3 |
| Самовисування                   | 2                           | 14,3 |
| Єдиний Центр                    | 1                           | 7,1  |
| Комуністична партія України     | 1                           | 7,1  |

#### За округами
| № округу                        | Прізвище, ім'я, по батькові     | Дата визнання обраним | Освіта             | Партійна приналежність | Відомості про обраного депутата             |
| ------------------------------- | ------------------------------- | --------------------- | ------------------ | ---------------------- | ------------------------------------------- |
| Єдиний Центр                    |                                 |                       |                    |                        |                                             |
| 2                               | Співачук Олександр Анатолійович | 31.10.2010            | вища               | позапартійний          | ветеринарний лікар                          |
| Комуністична партія України     |                                 |                       |                    |                        |                                             |
| 3                               | Какараза Інна Михайлівна        | 31.10.2010            | середня            | позапартійна           | санітарка                                   |
| Партія регіонів                 |                                 |                       |                    |                        |                                             |
| 6                               | Голодняк Віктор Іванович        | 31.10.2010            | середня            | член Партії регіонів   | заступник директора з господарської частини |
| 7                               | Боклащук Алла Василівна         | 31.10.2010            | вища               | позапартійна           | завідувачка                                 |
| 9                               | Дяволюк Валентин Диментійович   | 31.10.2010            | середня            | позапартійний          |                                             |
| 10                              | Кисельов Василь Миколайович     | 31.10.2010            | середня            | позапартійний          | охоронець                                   |
| 11                              | Шевчук Надія Михайлівна         | 31.10.2010            | середня            | позапартійна           | техпрацівниця                               |
| 12                              | Хаверюк Анастасія Василівна     | 31.10.2010            | середня            | позапартійна           |                                             |
| 13                              | Швець Василь Іванович           | 31.10.2010            | середня            | позапартійний          |                                             |
| 14                              | Панівська Алла Анатолівна       | 31.10.2010            | середня            | позапартійна           | прачка                                      |
| Політична партія «Наша Україна» |                                 |                       |                    |                        |                                             |
| 4                               | Лісничий Денис Васильович       | 31.10.2010            | вища               | позапартійний          |                                             |
| 5                               | Горен Валерій Федотович         | 31.10.2010            | середня спеціальна | позапартійний          |                                             |
| Самовисування                   |                                 |                       |                    |                        |                                             |
| 1                               | Вільховецька Лідія Іванівна     | 31.10.2010            | середня спеціальна | позапартійна           | секретар                                    |
| 8                               | Мельник Петро Іванович          | 31.10.2010            | середня спеціальна | позапартійний          |                                             |